# Arumervaart
De Arumervaart (Fries en officieel: Arumer Feart) is een kanaal in de gemeenten Súdwest-Fryslân en Waadhoeke in Nederlandse provincie Friesland.
De Arumervaart loopt vanaf de Harlingervaart ten zuidwesten van Arum in noordoostelijke richting door Arum en langs Achlum in de richting van Franeker. Aan de zuidkant van deze plaats mondt de vaart uit in het Van Harinxmakanaal. De Arumervaart is een deel van de waterverbinding tussen de steden Bolsward en Franeker. De plaats Arum ontwikkelde zich aanvankelijk aan weerszijden van de vaart.